# Laphria yamatonis
Laphria yamatonis är en tvåvingeart som beskrevs av Matsumura 1916. Laphria yamatonis ingår i släktet Laphria och familjen rovflugor. Inga underarter finns listade i Catalogue of Life.